# Tragosoma spiculum
Tragosoma spiculum es una especie de escarabajo longicornio del género Tragosoma, tribu Meroscelisini, subfamilia Prioninae. Fue descrita científicamente por Casey en 1890.

## Descripción
Mide 23-34 milímetros de longitud.

## Distribución
Se distribuye por Estados Unidos.